# Lichtgrijze uil
De lichtgrijze uil (Lithophane ornitopus) is een nachtvlinder uit de familie van de uilen, de Noctuidae. 

## Beschrijving
De voorvleugellengte bedraagt tussen de 17 en 19 millimeter. De grondkleur van de voorvleugels is lichtgrijs. Op de vleugels bevinden zich enkele scherpe zwarte lijntjes. Opvallend zijn de vertakte gebogen lijnen bij de schouders. De achtervleugels zijn vuilwit.

## Waardplanten
De lichtgrijze uil gebruikt diverse loofbomen, met name eik, als waardplanten. De rups is te vinden van april tot juni. De soort overwintert als imago. De vlinder vliegt van eind augustus tot in november en na overwintering weer van eind februari tot halverwege mei.

## Voorkomen
De soort komt verspreid over een groot deel van het Palearctisch gebied voor. De lichtgrijze uil is in Nederland een zeer zeldzame en in België een zeldzame soort. De habitat bestaat uit loofbossen en parken.